# قرار مجلس الأمن التابع للأمم المتحدة رقم 2342
قرار مجلس الأمن للأمم المتحدة رقم 2342، المتخذ بالإجماع في 23 فبراير 2017

## ملخص
أعرب مجلس الأمن عن بالغ قلقه من وجود مناطق من اليمن تحت سيطرة تنظيم القاعدة في شبه الجزيرة العربية، وعن القلق من الوجود المتزايد في اليمن للجماعات المنتسبة لتنظيم الدولة الإسلامية في العراق والشام (تنظيم الدولة الإسلامية، المعروف أيضا باسم داعش) ومن احتمال نموها في المستقبل، وإذ يؤكد من جديد تصميمه على التصدي لجميع جوانب التهديد الذي يطرحه تنظيم القاعدة في شبه الجزيرة العربية وتنظيم الدولة الإسلامية (داعش) وسائر الجهات المرتبطة بهما، من أفراد وجماعات ومؤسسات وكيانات.
- يؤكد من جديد الحاجة إلى تنفيذ عملية الانتقال السياسي بشكل كامل وفي الوقت المناسب في أعقاب مؤتمر الحوار الوطني الشامل، وذلك تمشياً مع مبادرة مجلس التعاون الخليجي وآلية تنفيذها، ووفقاً للقرارات 2014 و2051 و2140 و2201 و2204 و2216 و2266، مع مراعاة تطلعات الشعب اليمني.
- يقرر أن يجدد حتى 26 شباط/فبراير 2018 التدابير المفروضة بموجب الفقرتين 11 و15 من القرار 2140، ويعيد تأكيد أحكام الفقرات 12 و13 و14 و16 من القرار 2140، ويعيد كذلك تأكيد أحكام الفقرات 14 إلى 17 من القرار 2216؛
- يؤكد من جديد أن أحكام الفقرتين 11 و15 من القرار 2140 والفقرة 14 من القرار 2216 تنطبق على الأفراد أو الكيانات الذين تقرر اللجنة أنهم يشاركون في أعمال تهدد السلام أو الأمن أو الاستقرار في اليمن أو يقدمون الدعم لتلك الأعمال، أو الذين أدرجت أسماؤهم في مرفق القرار 2216 بتلك الصفة؛
- يقرر أن يمدد حتى 28 آذار/مارس 2018 ولاية فريق الخبراء بصيغتها الواردة في الفقرة 21 من القرار 2140 والفقرة 21 من القرار 2216، ويعرب عن اعتزامه استعراض الولاية واتخاذ الإجراءات المناسبة فيما يتعلف بتمديدها مرة أخرى في موعد أقصاه 28 شباط/فبراير 2018، ويطلب إلى الأمين العام أن يتخذ التدابير الإدارية اللازمة، بأسرع ما يمكن، لإعادة إنشاء فريق الخبراء، بالتشاور مع اللجنة، حتى 28 آذار/ مارس 2018، مستعينا في ذلك، حسب الاقتضاء، بخبرة أعضاء الفريق المنشأ عملا بالقرار 2140؛
- يطلب إلى فريق الخبراء أن يوافي اللجنة بإحاطة عن مستجدات منتصف المدة في موعد أقصاه 28 تموز/يوليه 2017، وأن يقدم تقريرا نهائيا إلى مجلس الأمن في موعد أقصاه 28 كانون الثاني/يناير 2018، بعد مناقشة الأمر مع اللجنة؛
- يهيب بجميع الدول الأعضاء التي لم تبلغ بعد اللجنة بالخطوات التي اتخذتها كي تنفذ بفعالية التدابير المفروضة بموجب الفقرتين 11 و 15 من القرار 2140 والفقرة 14 من القرار 2216 أن تفعل ذلك بأسرع ما يمكن، ويشير في هذا الصدد إلى أن الدول الأعضاء التي تُجري عمليات تفتيش للشحنات عملا بالفقرة 15 من القرار 2216 مطالبة بتقديم تقارير خطية إلى اللجنة على النحو المنصوص عليه في الفقرة 17 من القرار 2216؛
- يشير إلى تقرير الفريق العامل غير الرسمي المعني بالمسائل العامة المتعلقة بالجزاءات (S/2006/997) بشأن أفضل الممارسات والأساليب، بما في ذلك الفقرات 21 و22 و23 التي تناقش الخطوات الممكنة لتوضيح المعايير المنهجية لآليات الرصد؛
- يؤكد من جديد عزمه على إبقاء الحالة في اليمن قيد الاستعراض المستمر واستعداده لاستعراض مدى ملاءمة التدابير الواردة في هذا القرار، بما في ذلك تعزيز التدابير أو تعديلها أو تعليقها أو رفعها، حسبما تدعو إليه الحاجة في أي وقت في ضوء ما يقع من تطورات؛